# Dactylorhiza gabretana
Dactylorhiza gabretana là một loài thực vật có hoa trong họ Lan. Loài này được (A.Fuchs) Soó mô tả khoa học đầu tiên năm 1962.